# Cambium de pin
 (janvier 2022).
 (janvier 2021).
La mise en forme du texte ne suit pas les recommandations de Wikipédia : il faut le « wikifier ».
Les points d'amélioration suivants sont les cas les plus fréquents :
- Les titres sont pré-formatés par le logiciel. Ils ne sont ni en capitales, ni en gras.
- Le texte ne doit pas être écrit en capitales (les noms de famille non plus), ni en gras, ni en italique, ni en « petit »…
- Le gras n'est utilisé que pour surligner le titre de l'article dans l'introduction, une seule fois.
- L'italique est rarement utilisé : mots en langue étrangère, titres d'œuvres, noms de bateaux, etc.
- Les citations ne sont pas en italique mais en corps de texte normal. Elles sont entourées par des guillemets français : « et ».
- Les listes à puces sont à éviter, des paragraphes rédigés étant largement préférés. Les tableaux sont à réserver à la présentation de données structurées (résultats, etc.).
- Les appels de note de bas de page (petits chiffres en exposant, introduits par l'outil «  Source ») sont à placer entre la fin de phrase et le point final[comme ça].
- Les liens internes (vers d'autres articles de Wikipédia) sont à choisir avec parcimonie. Créez des liens vers des articles approfondissant le sujet. Les termes génériques sans rapport avec le sujet sont à éviter, ainsi que les répétitions de liens vers un même terme.
- Les liens externes sont à placer uniquement dans une section « Liens externes », à la fin de l'article. Ces liens sont à choisir avec parcimonie suivant les règles définies. Si un lien sert de source à l'article, son insertion dans le texte est à faire par les notes de bas de page.
- La présentation des références doit suivre les conventions bibliographiques. Il est recommandé d'utiliser les modèles {{Ouvrage}}, {{Chapitre}}, {{Article}}, {{Lien web}} et/ou {{Bibliographie}}. Le mode d'édition visuel peut mettre en forme automatiquement les références.
- Insérer une infobox (cadre d'informations à droite) n'est pas obligatoire pour parachever la mise en page.

Pour une aide détaillée, merci de consulter Aide:Wikification.
Si vous pensez que ces points ont été résolus, vous pouvez retirer ce bandeau et améliorer la mise en forme d'un autre article.
Le cambium est une fine couche de cellules méristématiques secondaires qui sont des cellules indifférenciées pouvant toutes se diviser. Ce tissu méristématique est situé entre le bois (ou xylème secondaire) et le liber (ou phloème secondaire).

## Contexte historique

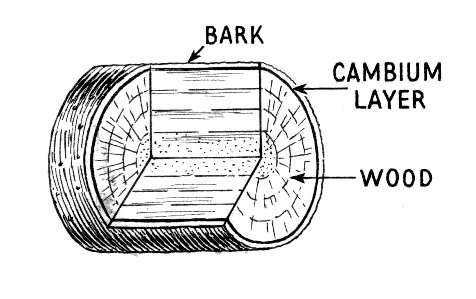
La fine couche de cambium entre le bois et l'écorce

Les premiers peuples Canadiens en Colombie-Britannique du pacifique nord-ouest ont consommé en large quantité le cambium du pin tordu. La récolte et la consommation du cambium de pin ont diminué aujourd'hui.

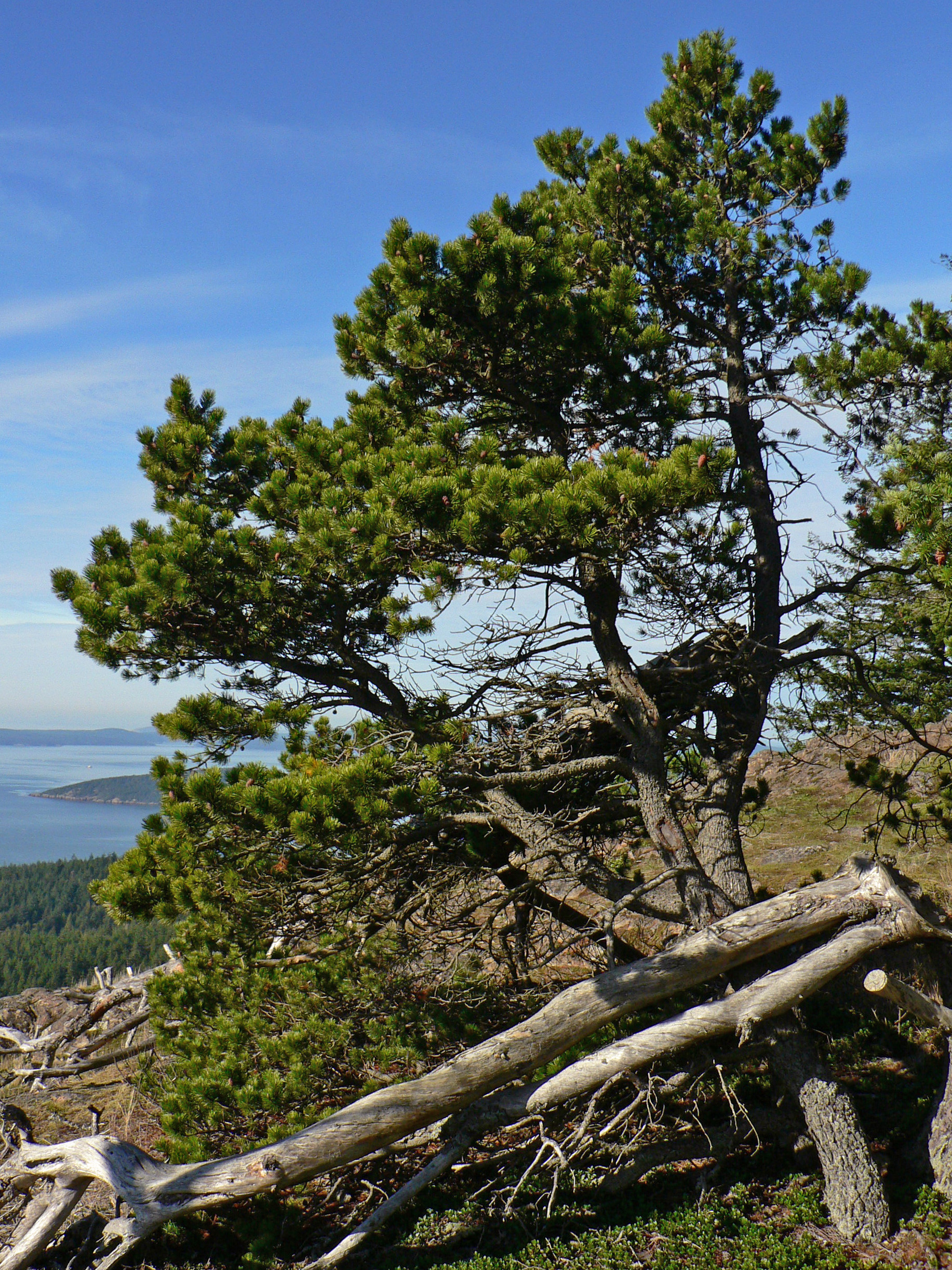
Pinus contorta

L'analyse nutritionnelle du pin tordu cambium a révélé que les tissus étaient riches en protéines et en sucres ainsi qu'une série de micronutriments.
Alors que le cambium du pin tordu est considéré comme un bonbon, une gâterie saisonnière, il ressort clairement des analyses de composition que le cambium de Pinus a des bienfaits nutritionnels au-delà du plaisir de la consommation.
Une thèse de 2009 examine l'ethnobotanique, la physiologie, l'anatomie et la valeur nutritionnelle du cambium du pin tordu (Pinus contorta) qui est comestible.
Cette recherche illustre un étude de cas importante d'un aliment traditionnel en voie de disparition, qui pourrait être intégré dans les régimes modernes actuels.

### Production du cambium, prélèvement
La production de cambium d'arbre comestible et le moment de la récolte sont régis par des processus et environnement. Il est évident que la qualité et la quantité de tissus cambiaux sont variables avec l'emplacement, les changements climatiques, la santé, l'âge et plusieurs autres facteurs.
Pour savoir si une récolte de cambium est envisageable, l'écorce externe du pin est retirée pour voir si le cambium est sucré, juteux et si son épaisseur est suffisante. Dans ce cas, un peu de cambium peut être prélevé sans atteindre à la vie du pin.
Le cambium étant la zone de transit de la sève, il est essentiel de ne jamais retirer ce précieux cambium sur tout le tour de l'arbre.

### Analyse nutritionnelle

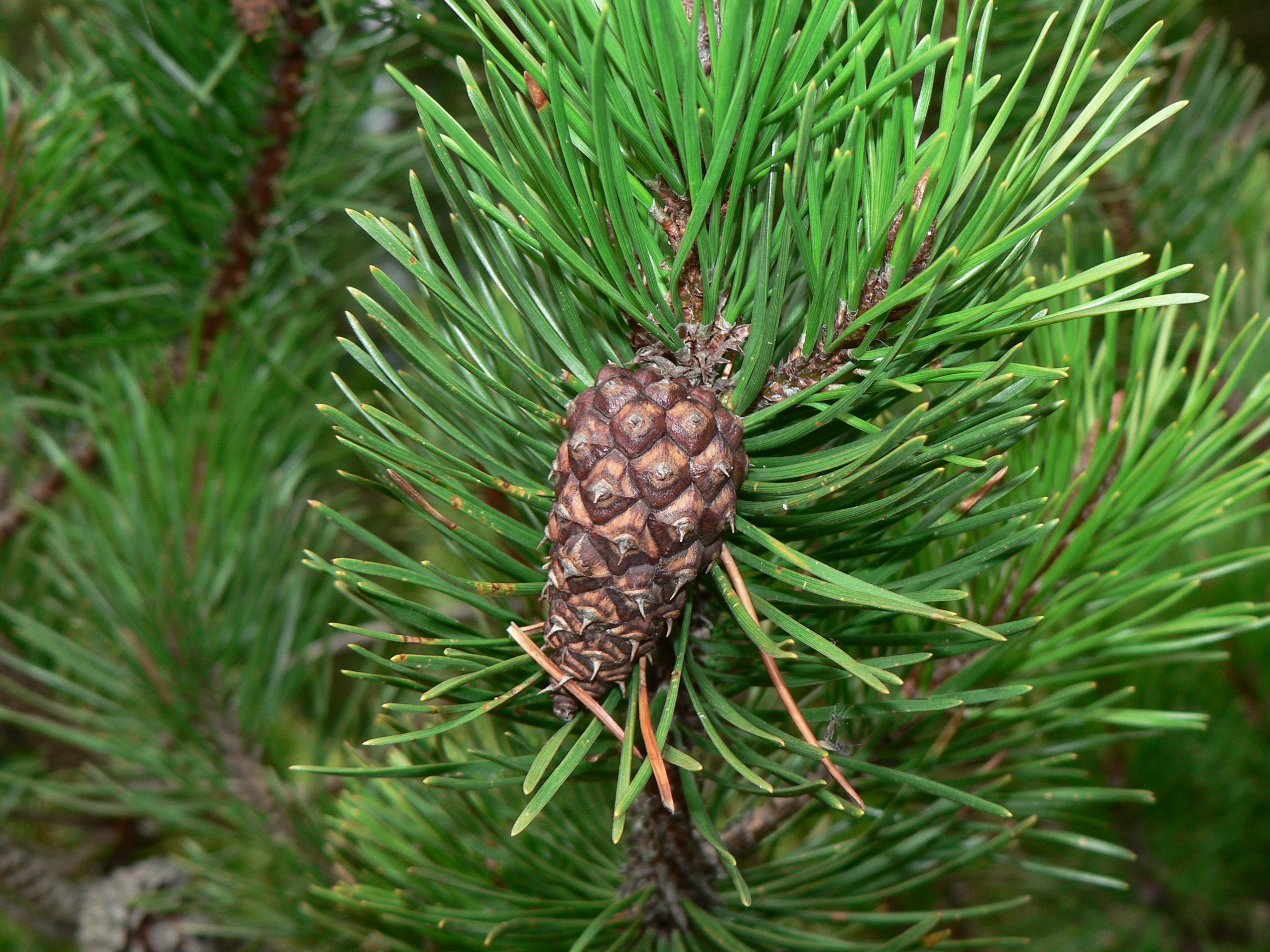
Pinus contorta

Les résultats de l'analyse nutritionnelle confirment que le cambium de pin tordu est un aliment sain, riche en nombreux minéraux et macronutriments.
Les protéines et le sucre sont les deux composants les plus répandus dans les tissus comestibles, le glucose et le fructose étant plus concentrés que le saccharose.
Le magnésium, le phosphore et le potassium sont les trois minéraux les plus concentrés, avec des traces d'autres minéraux présents. Collectivement, le pin tordu cambium contient une série de nutriments qui contribuent à l'immunité, à l'équilibre électrolytique et au soulagement du stress.
Les résultats nutritionnels peuvent également être utilisés dans des ateliers éducatifs et des suggestions diététiques alternatives pour sensibiliser aux bienfaits pour la santé des aliments traditionnels.

### Aspects culturels
De nombreux autochtones en Colombie-Britannique luttent pour conserver et perpétuent leurs traditions alimentaires et leur relation avec leur terre.
Les ecosystèmes de Teztan Biny

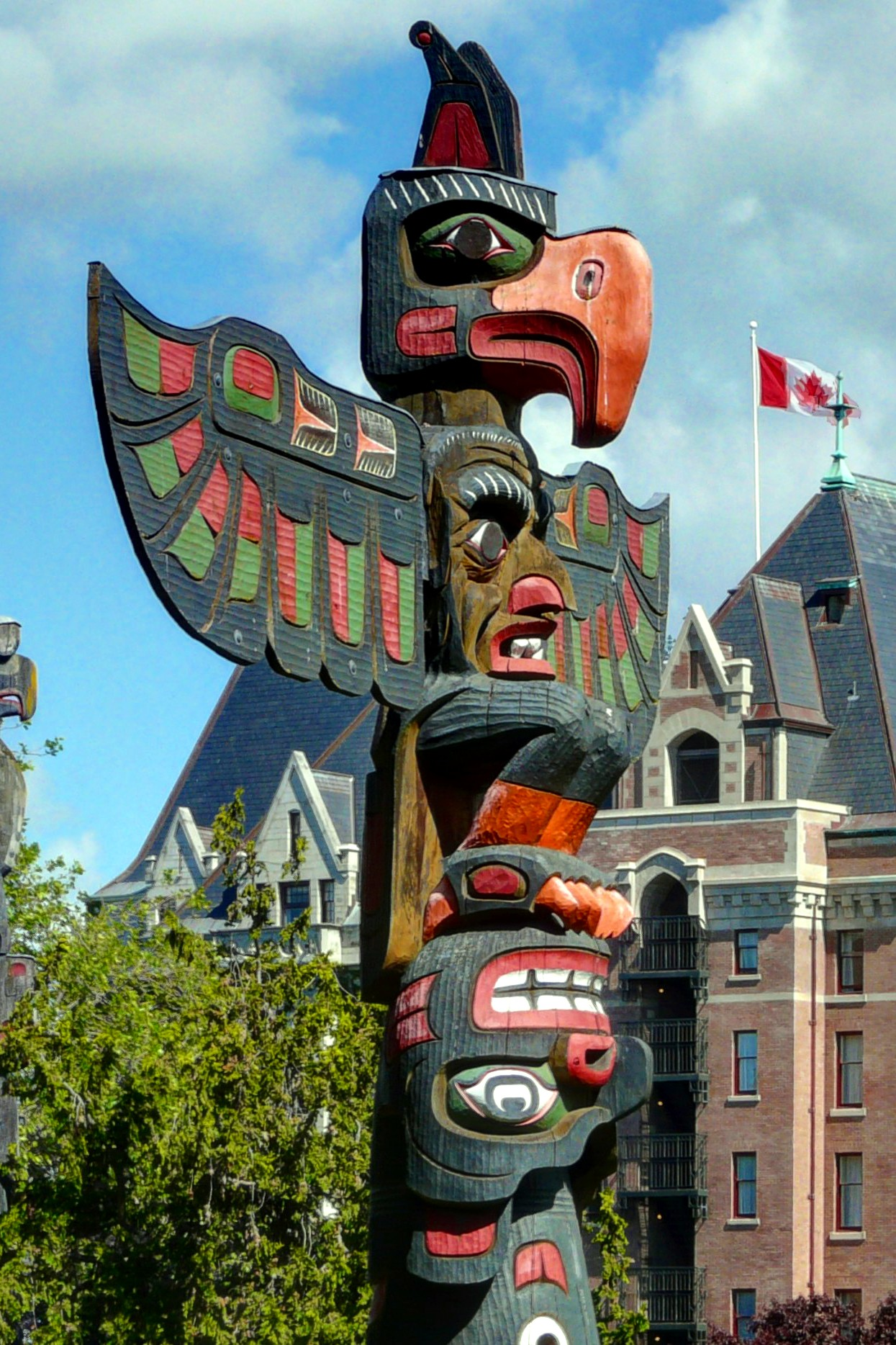
Totem en Colombie britannique (Canada)

La lutte de 2010 pour sauver Teztan Biny (Fish Lake) est un excellent exemple : sauver les sites de chasse, de piégeage, de pêche et de cueillette importants pour les traditions Tsilhqot'in. Teztan Biny a été transformée en mine d'or et de cuivre déversant 700 millions de tonnes de résidus toxiques, non seulement tuant les ecosystèmes de Teztan Biny mais affectant les bassins versants environnants, l'approvisionnement en eau douce pour les animaux et personnes de la région.
Une infirmière qui travaille dans le Xeni Gwetin a fait un témoignage lors d'audiences publiques. Elle a rapporté que la population adulte de Nemaiah avait d'importants problèmes de dépendance.
Au moins 50 aliments végétaux différents dans le régime alimentaire traditionnel des peuples autochtones du nord-ouest de l'Amérique du Nord - y compris les baies, les légumes-racines, les légumes verts, la sève des arbres et l'écorce interne - sont connus pour leur goût sucré.
Certains étaient, et sont, appréciés comme confiseries elles-mêmes et d'autres ont été utilisées pour sucrer les aliments et les préparations médicinales.
La prairie de Palouse
Avant le contact avec les Euro-Américains, la prairie de Palouse était autrefois un vaste jardin pour les peuples autochtones.
Bien que les peuples autochtones ont compté sur la biodiversité de la Palouse pendant des millénaires, très peu de la nature de la prairie reste. En utilisant la télédétection, il a été constaté que seul 1.7% du jardin reste dans la région.
Des mesures devraient être prises pour préserver la diversité génétique de la région avant que les menaces éliminent d'importantes espèces végétales indigènes. Établissement et tendance au naturel les jardins, la protection juridique des prairies et les incitations pour les propriétaires fonciers à conserver les prairies sur les terres privées peuvent contribuer à réduire le déclin de la biodiversité des plantes indigènes.

### Consommation du cambium par les animaux sauvages
États-Unis
Les mammifères herbivores, des petits campagnols aux grands ongulés, décapent l'écorce et mangent puis le cambium des jeunes arbres.
Ils le font le plus souvent à des moments où les sources d'aliments protéinés qui peuvent soutenir leur reproduction et leur lactation sont rares.
En outre, ils attaquent préférentiellement et souvent à plusieurs reprises, les arbres qui ont subi une forme de stress environnemental, laissant les arbres voisins intacts.
Ces arbres stressés portent des niveaux plus élevés d'acides aminés dans leur phloème. Ces faits, associés à la récolte sélective et au même moment du phloème d'écorce par certains marsupiaux australiens et pics de l'hémisphère nord, indiquent que c'est le phloème enrichi en protéines des arbres que recherchent les décapants d'écorce.
Tasmanie
Le décapage de l’écorce par le wallaby de Bennett Macropus rufogriseus du Pinus radiata provoque des dégâts importants dans les plantations de Tasmanie. Le régime alimentaire habituel de cet herbivore généraliste est principalement constitué de graminées et de plantes herbacées.
Comme les facteurs qui incitent un wallaby à compléter son alimentation en mangeant l'écorce de pins de plantation ne sont actuellement pas élucidés, la présente étude visait à déterminer comment l'incidence et la gravité des dommages à l'écorce dans 12 plantations de pins radiata de Tasmanie ont été influencées par divers inter- des facteurs de site tels que la composition floristique de la forêt environnante, et par divers facteurs intra-site tels que la hauteur et la circonférence des arbres individuels, le nombre de branches à la base de l'arbre et leurs longueurs d'entre-nœuds.